# اشمه‌کایا (اسکیل)
اشمه‌کایا (به ترکی استانبولی: Eşmekaya) یک منطقهٔ مسکونی در ترکیه است که در اسکیل واقع شده‌است.